# 1902 en science-fiction
| Années de la science-fiction : 1899 - 1900 - 1901 - 1902 - 1903 - 1904 - 1905    |
| Décennies de la science-fiction : 1870 - 1880 - 1890 - 1900 - 1910 - 1920 - 1930 |

L'année 1902 est marquée, en matière de science-fiction, par les événements suivants.

## Naissances et décès

### Naissances
- 4 avril : Stanley G. Weinbaum, écrivain américain, mort en 1935.
- 10 août : Curt Siodmak, écrivain américain, mort en 2000.

## Prix
La plupart des prix littéraires de science-fiction actuellement connus n'existaient alors pas.

## Parutions littéraires

### Romans
- L'Horloge des siècles par Albert Robida.

## Sorties audiovisuelles

### Films
- Le Voyage dans la Lune par Georges Méliès.